# Federación de baloncesto de Israel
La BAI (por sus siglas en inglés Basketball Association of Israel) es el organismo que rige las competiciones de clubes y la Selección nacional de Israel. Pertenece a la asociación continental FIBA Europa.

## Registros
- 1300 Clubes Registrados.
- 2500 Jugadoras Autorizadas
- 25000 Jugadores Autorizados